# Clusia dixonii
Clusia dixonii là một loài thực vật có hoa trong họ Bứa. Loài này được Little mô tả khoa học đầu tiên năm 1969.